# این فیلم را بدزدید!
این فیلم را بدزدید! (به انگلیسی: Steal This Movie!) فیلمی محصول سال ۲۰۰۰ و به کارگردانی رابرت گرینوالد است. در این فیلم بازیگرانی همچون وینسنت دن آفریو، جنین گرافلو، جین تریپل‌هورن، کوین کوریگان، دانل لوگ، کوین پولاک، آلان ون اسپرانگ، تروی گاریتی و مایکل سرا ایفای نقش کرده‌اند.